# قهرمانی کشتی جهان ۱۹۰۹
قهرمانی کشتی جهان ۱۹۰۹ پنجمین دوره از رقابت‌های قهرمانی جهان می‌باشد که ۳ اکتبر ۱۹۰۹ در وین، سیسلتنیا، اتریش-مجارستان برگزار گردید.

## جدول مدال‌ها
| رتبه           | کشور           | طلا | نقره | برنز | مجموع |
| -------------- | -------------- | --- | ---- | ---- | ----- |
| ۱              | اتریش          | ۲   | ۱    | ۱    | ۴     |
| ۲              | دانمارک        | ۰   | ۱    | ۰    | ۱     |
| ۳              | بوهم           | ۰   | ۰    | ۱    | ۱     |
| مجموع (۳ کشور) | مجموع (۳ کشور) | ۲   | ۲    | ۲    | ۶     |

## خلاصه مدال‌ها

### فرنگی مردان
| رویداد | طلا                     | نقره                   | برنز                   |
| ۷۵ ک‌گ  | Alois Toduschek · اتریش | Bob Diry · اتریش       | Andreas Mrosek · اتریش |
| ۷۵+ ک‌گ | Anton Schmitz · اتریش   | Hans Egeberg · دانمارک | Josef Bechyně · بوهم   |